# Mao (Dominicaanse Republiek)
Mao is een stad en gemeente in de Dominicaanse Republiek en ligt in het noordwesten van het land, zo'n 50 kilometer ten westen van Santiago de los Caballeros. Het is de hoofdstad van de provincie Valverde. 
Aangezien de stad in het binnenland ligt, speelt toerisme er geen rol. De bevolking leeft hoofdzakelijk van de landbouw. De gemeente heeft 81.000 inwoners. In de gemeentesectie (sección) Entrada de Mao bevindt zich het gelijknamige beschermd natuurgebied van 54km², IUCN-categorie VI, ecosysteem. 

## Bestuurlijke indeling
De gemeente bestaat uit vier gemeentedistricten (distrito municipal):
Ámina, Guatapanal, Jaibón (of: Pueblo Nuevo) en Mao.
- Gemeinsame Normdatei: 4242985-7
- Library of Congress Control Number: n81129967
- Virtual International Authority File: 138388976

Azua · Bajos de Haina · Baní · Barahona · Boca Chica · Bonao · Comendador · Cotuí · Dajabón · El Seibo · Hato Mayor · Higüey · Jimaní · La Romana · La Vega · Los Alcarrizos · Mao · Moca · Monte Cristi · Monte Plata · Nagua · Neiba · Pedernales · Puerto Plata · Sabaneta · Salcedo · Samaná · San Cristóbal · San Francisco de Macorís · San José de Ocoa · San Juan · San Pedro de Macorís · Santiago · Santo Domingo de Guzmán · Santo Domingo Este · Santo Domingo Norte · Santo Domingo Oeste